# Álvaro (football, 1977)
Pour les articles homonymes, voir Álvaro et Aquino (homonymie).
Álvaro Luiz Maior de Aquino dit Álvaro, né le 1er novembre 1977 à Nilópolis (Brésil), est un footballeur brésilien qui évoluait au poste de défenseur central.

## Carrière
- 1997-1998 :  São Paulo FC
- 1998 :  América FC (Belo Horizonte)
- 1999 :  Goiás EC
- 2000 :  São Paulo FC
- 2000 :  Atlético Mineiro
- 2000-2003 :  UD Las Palmas
- 2003-2006 :  Real Saragosse
- 2006-2008 :  Levante UD
- 2008-2009 :  SC Internacional
- 2009-2010 :  CR Flamengo
- 2011 :  Vila Nova FC
- 2012-2013 :  CA Linense
- 2013- :  CA Bragantino

## Palmarès
- Vainqueur de la Copa Sudamericana en 2008 avec le SC Internacional
- Champion de l'État de Goiás en 1999 et 2000 avec le Goiás EC
- Champion de l'État de São Paulo en 1998 et avec le São Paulo FC
- Vainqueur de la Coupe d'Espagne en 2004 avec le Real Saragosse
- Coupe UEFA : 10 matchs, 1 but avec le Real Saragosse (2004-05)
- Finaliste de la Coupe d'Espagne en 2006 avec le Real Saragosse